# Шиндел, Яромир
Яромир Шиндел (чеш. Jaromír Šindel; 30 ноября 1959, Острава, Чехословакия) — чехословацкий и чешский хоккеист, вратарь. В составе сборной Чехословакии двукратный участник Олимпийских игр, серебряный призёр Олимпийских игр 1984 года в Сараево, участник Кубка Канады 1984 года, чемпион мира 1985 года и трёхкратный бронзовый призёр чемпионатов мира, трёхкратный чемпион Чехословакии (один раз в составе «Витковице» и дважды в составе йиглавской «Дуклы»).

## Биография

### Клубная карьера
Яромир Шиндел начал свою карьеру в клубе «Витковице». С 1977 года играл в чемпионате Чехословакии за основную команду. В 1981 году помог родному клубу во второй раз в своей истории выиграть чемпионат Чехословакии. В 1983 году на два года перешёл в армейскую команду «Дукла Йиглава», в составе которой стал чемпионом Чехословакии 1984 и 1985 годов. В 1985 году перешёл в пражскую «Спарту», где провёл следующие 4 сезона. В 1989 году перебрался в Финляндию, где играл на протяжении 5 лет. В 1994 году вернулся в Чехию, отыграл последний сезон своей игровой карьеры за «Спарту». Завершил карьеру в 1995 году.

### Сборная
C 1979 по 1989 год играл за сборную Чехословакии. Участник ЧМЕ 1981, 1985-1987 и 1989 (6 матчей), ЗОИ 1984 и 1988 (5 матчей), роэыгрышей Кубка Канады 1984 и 1987 (3 матча).  Был многократным призёром Олимпийских игр и чемпионатов мира. Самым главным успехом в карьере стала золотая медаль чемпионата мира 1985 года, проходившего в Чехословакии.
Также провёл 2 матча за сборную Чехии в сезоне 2004/05.

### Тренерская карьера
После окончания игровой карьеры Яромир Шиндел стал тренером. Работал в командах: «Славия Прага» 1996 - 2001 (с 1996 по 2000 главный тренер молодёжной команды до 20 лет, с 2000 по 2001 главный тренер), «Кладно» 2001 - 2004 (с 2001 по 2002 главный тренер, с 2002 по 2004 главный тренер молодёжной команды до 20 лет), юниорская сборная Чехии до 18 лет - 2004 (главный тренер), «Спарта Прага» 2004 - 2005 (с 2004 по 2005 главный тренер молодёжной команды до 20 лет, с лета по ноябрь 2005 года главный тренер), «Кладно» 2005 - 2006 (главный тренер молодёжной команды до 20 лет), «Тршебич» 2006 - 2007 (спортивный менеджер основной команды и главный тренер молодёжной команды до 20 лет), «Млада Болеслав» 2007 - 2009 (спортивный менеджер), «Тршебич» 2009 - 2010 (главный тренер), «Слован Усти-над-Лабем» 2010 - 2014 (спортивный менеджер и с лета 2012 по ноябрь 2013 года главный тренер), «Мост» 2017 - 2018 (главный тренер).

## Достижения

### Командные
- Серебряный призёр Олимпийских игр 1984
  - Участник Олимпийских игр 1988
- Чемпион мира 1985
- Бронзовый призер чемпионата мира и Европы 1981
- Бронзовый призёр чемпионатов мира  1987 и 1989
- Серебряный призёр чемпионатов Европы 1985, 1987 и 1989

- Чемпион Чехословакии 1981, 1984 и 1985
- Серебряный призёр чемпионата Чехословакии 1983
- Бронзовый призёр чемпионата Чехословакии 1979
- Серебряный призёр чемпионата Европы среди юниоров 1977
- Чемпион Зимней Универсиады 1983

### Личные
- Лучший вратарь чемпионата Чехословакии 1988
- Член символической сборной чемпионата Финляндии 1991

## Статистика
Всего за карьеру сыграл 692 матча (чемпионат Чехословакии — 393 игры, чемпионат Финляндии — 199 игр, сборная Чехословакии — 76 игр, чемпионат Чехии — 22 игры, сборная Чехии — 2 игры).

## Семья
Его сын Якуб Шиндел (род.24.01.1986 г.) — бывший чешский хоккеист, нападающий, в настоящее время работает в качестве судьи на матчах чешской Экстралиги.
Брат Роман Шиндел (род. 13.05.1963 г.) также играл в хоккей на позиции защитника, провёл 2 игры в чемпионате Чехословакии за «Витковице» и 10 игр в чешской Экстралиге за «Тршинец».